# 넓은얼굴박쥐속
넓은얼굴박쥐속(Molossops)은 큰귀박쥐과에 속하는 박쥐 속의 하나이다.

## 하위 종
- 에콰도르개얼굴박쥐 (M. aequatorianus)
- 마투그로수개얼굴박쥐 (M. mattogrossensis)
- 적갈색개얼굴박쥐 (M. neglectus)
- 난쟁이개얼굴박쥐 (M. temminckii)